# Zwierzchnictwo terytorialne
Zwierzchnictwo terytorialne – element suwerenności każdego państwa polegający na sprawowaniu pełnej i wyłącznej władzy nad własnym terytorium państwowym wraz z zamieszkującą to terytorium ludnością oraz przestrzenią powietrzną. Zwierzchnictwo terytorialne dotyczy wszystkich osób i rzeczy, które podlegają prawu danego państwa. Obejmuje wszelkie działania i funkcje właściwe państwu, a także wyłącza możliwość wykonywania tych działań i funkcji przez inne państwa.

## Aspekty zwierzchnictwa terytorialnego
Wyróżnić można dwa aspekty zwierzchnictwa terytorialnego: pozytywny i negatywny.
Zwierzchnictwo terytorialne w aspekcie pozytywnym oznacza podporządkowanie władzy państwowej obywateli i cudzoziemców znajdujących się na terytorium państwa oraz wykonywanie suwerenności nad bogactwami naturalnymi kraju.
Zwierzchnictwo terytorialne w aspekcie negatywnym oznacza wyłączenie obcej władzy przez państwo na swym terytorium. Wiąże się z tym monopol przymusu, jurysdykcji i organizacji służb publicznych.

## Zwierzchnictwo personalne
Zwierzchnictwo personalne jest to cecha państwa bezpośrednio łącząca się ze zwierzchnictwem terytorialnym. Polega na sprawowaniu władzy i opieki przez państwo nad wszystkimi obywatelami tego państwa. Cecha ta jest konsekwencją obywatelstwa i przynależności państwowej.